# شهرستان کاولی (کانزاس)
شهرستان کاولی، کانزاس (به انگلیسی: Cowley County, Kansas) یک سکونتگاه مسکونی در ایالات متحده آمریکا است که در کانزاس واقع شده‌است.